# Франц де Пауля Нойгаузер
Франц де Пауля Нойгаузер (нім. Franz de Paula Neuhauser; 1763, м. Вайдгофен, Австрія — 1836, Львів) — австрійський лікар, протомедик Галичини (1807—1836), професор внутрішніх хвороб, директор Медико-хірургічного інституту (1807—1836), ректор Львівського університету (1810—1811 і 1835—1836) .

## Життєпис
Закінчив медичний факультет Віденського університету (1794).
У 1795—1803 роках працював окружним лікарем у Кракові, очолював кафедру внутрішніх хвороб Ягеллонського університету (1803—1804). У 1804—1807 роках — заступник протомедика Галичини, заступник директора Медико-хірургічного інституту Львівського університету. Від 1807 року — протомедик Галичини, професор і керівник кафедри внутрішніх хвороб, директор Медико-хірургічного інституту (1807—1836). Двічі академічний сенат Львівського університету обирав Франца де Пауля Нойгаузера ректором у 1810—1811 і 1835—1836.
Займався проблемами боротьби з інфекційними епідемічними захворюваннями людей і тварин, зокрема, питаннями етіології та клініки діареї, щеплень проти віспи. Зробив значний внесок для поліпшення санітарного стану та медичної освіти в Галичині.

## Праці
- «Ueber die Ruhr, welche im Monate April 1799 herrschte»,
- «Was sind Kuhpochen? Co jest ospa krowia? W czym niesie pożytek ludzkości? Jakim sposobem używac jej należy? Upominek dla Galicyi zachodniej przez c.k.krak.cyrk.dokt. Neuhausera» (Краків 1802),
- «Odezwa do mieszkancow miasta Lwowa, W Lwowie dnia 11. Stycznia 1809» // Münchener DigitalisierungsZentrum (MDZ).